# Slézovka trojklaná
Slézovka trojklaná (Malope trifida) je jednoletá rostlina z čeledi slézovité (Malvaceae). Občas se pěstuje jako okrasná jednoletka s nápadnými velkými květy. Pochází ze Španělska a ze severozápadní Afriky.

## Popis
Slézovka trojklaná je jednoletá bylina dorůstající výšky až 1,5 metru. Listy jsou široce vejčité až téměř okrouhlé, 5 až 8 cm dlouhé, 6 až 10 cm široké, čepel listů je celistvá nebo se 3 až 5 laloky, na obou stranách téměř lysá. Palisty jsou drobné, vejčitě kopinaté. Květy vyrůstají jednotlivě v paždí listů. Stopky květů jsou 8 až 13 cm dlouhé, za plodu se prodlužující. Kalich je 5-četný, se široce kopinatými až vejčitými cípy, na ploše lysý, na okraji brvitý. Na bázi kalicha je vyvinut kalíšek tvořený 3 široce vejčitými a na bázi srdčitými cípy, za plodu se zvětšující. Kalich je 1,5 až 2x delší než kalíšek. Koruna je růžová až purpurová, o průměru 5 až 6 cm. Korunní lístky jsou asi 2x delší než kalich, obvejčité, na bázi chlupaté. Tyčinky jsou srostlé v 1 až 1,5 cm dlouhou trubku. Plody jsou rozpadavé na množství plůdků (merikarpií).

## Rozšíření
Slézovka trojklaná se vyskytuje v severní Africe a v jihozápadní Evropě ve Španělsku.

## Taxonomie
V minulosti byl rod Malope na základě schizokarpních plodů s plůdky uspořádanými ve spirále nebo v několika překrývajících se řadách řazen do tribu Malopeae spolu s rody Kitaibelia a Palaua. S nástupem molekulárních metod došlo k reorganizaci čeledi slézovité a tento tribus byl zrušen. V současnosti jsou rody Malope a Kitaibelia řazeny do tribu Malveae a podtribu Malvinae. Nejblíže příbuznými rody jsou topolovka (Alcea) a proskurník (Althaea).
Od nejblíže příbuzného rodu Kitaibelia lze slézovku nejsnáze rozlišit podle počtu listenů kalíšku. Od všech ostatních evropských zástupců čeledi slézovitých se liší zejména kulovitými rozpadavými (schizokarpními) plody.

## Význam
Slézovka je stále častěji pěstována jako okrasná letnička, nápadná svými velkými květy. Byly vypěstovány i různé barevné kultivary, např. 'White Queen' (bílé květy), 'Red Queen' a 'Vulcan' (jasně purpurově červené květy) a 'White For Windows' (zakrslý kultivar s bílými květy).

## Pěstování
Slézovka se podobně jako jiné letničky pěstuje každoročně ze semen. Ta je možno vysévat na jaře přímo na záhon, případně předpěstovat při pokojové teplotě již na sklonku zimy nebo v předjaří. Semena se přikrývají tenkou vrstvou substrátu. Slézovka se pěstuje na plném slunci a je třeba ji nezalívat přespříliš. Kvete od léta do podzimu.